# Hylebatis
Hylebatis é um gênero de mariposa pertencente à família Crambidae.